# ناتان هاس
ناتان هاس (انگلیسی: Nathan Haas؛ زادهٔ ۱۲ مارس ۱۹۸۹) دوچرخه‌سوار اهل استرالیا است.
از باشگاه‌هایی که در آن بازی کرده‌است می‌توان به کنندیل–دراپاک، تیم دایمنشن دیتا، و تیم کاتیوشا–آلپتسین اشاره کرد.